# Rome, Georgia
Rome är en stad (city) i Floyd County, i delstaten Georgia, USA. Enligt United States Census Bureau har staden en folkmängd på 36 181 invånare (2011) och en landarea på 80,1 km². Rome är huvudort i Floyd County.